# Süderbrarup
Süderbrarup (danska: Sønder Brarup) är en kommun och ort i Kreis Schleswig-Flensburg i förbundslandet Schleswig-Holstein i Tyskland. Kommunen har cirka 5 300 invånare.
Kommunen ingår i kommunalförbundet Amt Süderbrarup tillsammans med ytterligare 12 kommuner.